# Козел II
Козел  II (інша назва Місяць і стріли) — шляхетський герб руського (українського) походження.

## Опис
У червоному полі — на краю срібного півмісяця три стріли: одна в середині і дві з боків. Над шоломом в короні три страусині пера.

## Гербовий рід
Гербом користувалися Козел-Поклевські, Савичі, Ясенецькі і Снітовські.